# 1808년 5월 3일

《1808년 5월 3일》

《1808년 5월 3일》, 《1808년 5월 3일의 학살》(스페인어: El tres de mayo de 1808) 혹은 《1808년 5월 3일 마드리드》(El tres de mayo de 1808 en Madrid), 《프린시페피오 언덕의 학살》(Los fusilamientos de la montaña del Príncipe Pío)은 스페인의 화가 프란시스코 고야가 1814년에 그린 작품이다. 현재 스페인 마드리드 프라도 미술관에 소장되어 있다.
작품 속의 풍경은 실제 벌어졌던 사건을 다루고 있다. 1808년 5월 2일 프랑스의 스페인 점령에 대항해 스페인 반란군이 봉기를 일으키자, 그 다음날 그 보복 조치로 마드리드의 양민을 학살한 사건이다. 이 작품은 프랑스가 스페인에서 물러난 뒤 1년 후에 그려졌다.

## 상세
총을 겨누는 병사와 죽음을 앞둔 양민의 두 무리가 가까운 거리에서 마주보고 있다. 오른쪽의 프랑스 군인들은 차갑고 깔끔한 군복을 입은 채, 모두 몸을 앞으로 숙이고 총을 겨누는 자세다. 관객은 이 군인들의 얼굴을 볼 수 없다. 이 같은 군인들의 딱딱한 자세는 자신들이 하는 일에 아무런 감정 없이 기계적으로 행동하는 존재임을 내비친다.
왼편에는 희생자들이 행렬을 이뤄 붙잡혀 있다. 몇몇 사람은 이미 쓰러져 죽어 있고, 또 어떤 사람은 총을 마주하고 있으며 그 뒷편으로는 자신이 죽을 차례를 기다리며 앞으로 나오고 있다. 작품의 중앙이 되는 흰 의복을 입은 사람은 애걸하는 눈빛으로 손을 뻗고 있는데, 그 남자의 오른손을 잘 보면 조그만 성흔이 있어, 관람객으로 하여금 마치 십자가로 처형되는 예수 그리스도를 떠올리게 한다. 그가 입고 있는 노란색 바지는 땅바닥에 쓰러진 사람들이 흘린 피와 함께 그림의 나머지 부분을 차지하는 밋밋한 색감과 극심한 대조를 이룬다.
고야는 환하면서도 공포스러운 장면을 강조하기 위해 어두운 배경으로 대비를 이끌어냈으며, 그러한 상황에서 바로크-낭만주의적 표현과 극적인 효과를 도출해냈다.

## 참고 문헌
- 스티븐 파딩 외. 《This is Art》 (2011). 하지은·이사빈·이승빈 옮김. 마로니에북스. 270-271p.